# أحمد عمار (مخرج تلفزيوني)
أحمد عمار (1933 - 2021)، هو مخرج تلفزيوني مغربي. يُعد أحد المخرجين الأوائل بالتلفزيون المغربي في ستينيات القرن العشرين. وقد واكب إطلاق العديد من البرامج التلفزيونية المتنوعة والثقافية. أحمد عمار كان شغوفا بالمسرح والسينما، وهو من خريجي مركز الدراسات العليا للإذاعة والتلفزيون بفرنسا سنة 1959. أحمد عمار أب لخمسة أبناء، من بينهم الصحفي علي عمار، مدير موقع «لوديسك» الإخباري.

## وفاته
توفي بمدينة سلا عام 2021، عن عمر ناهز 88 سنة.